# Dammastock
Dammastock é uma montanha dos Alpes Uraneses, situada sobre a fronteira entre os cantões de Uri e Valais. Tem 3630 m de altitude. É a montanha mais alta do cantão de Uri e dos Alpes Uraneses.